# Chilleurs-aux-Bois
Chilleurs-aux-Bois è un comune francese di 1 889 abitanti situato nel dipartimento del Loiret nella regione del Centro-Valle della Loira.

## Società

### Evoluzione demografica
Abitanti censiti